# 児玉輝代
児玉 輝代（こだま てるよ、1926年7月23日 - 2011年9月23日）は、日本の俳人。俳誌「家」元代表。

## 経歴
愛知県生まれ。森澄雄、岡井省二に師事。「杉」「槐」を経て、2001年10月、加藤かな文らと「家」を創刊。同誌創刊号より、「折々歳時記」と題したエッセイを連載していた。
1977年、作品「段戸山村」にて第23回角川俳句賞を受賞。1979年、豊田芸術選奨を受賞。
2011年9月23日、胃がんのため死去。85歳没。なお、死去にともない「家」代表は加藤かな文が引き継いだ。

## 句集
- 『出小袖』卯辰山文庫、1979年。
- 『白栲』卯辰山文庫、1984年。
- 『山容』本阿弥書店、1989年。
- 『滴心』角川書店、1998年。
- 『天穹』文学の森、2005年。